# Sandklaffmuschel

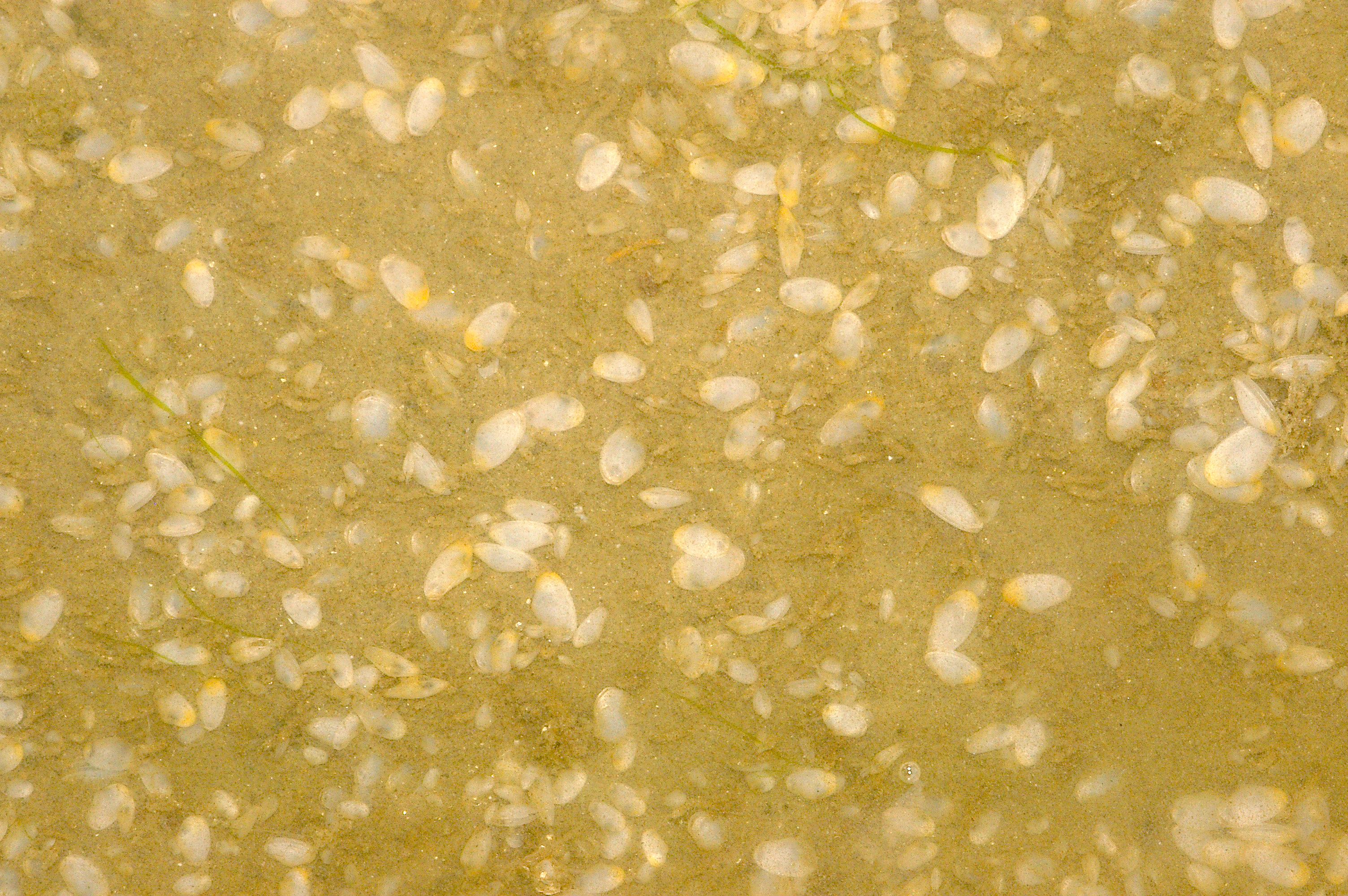

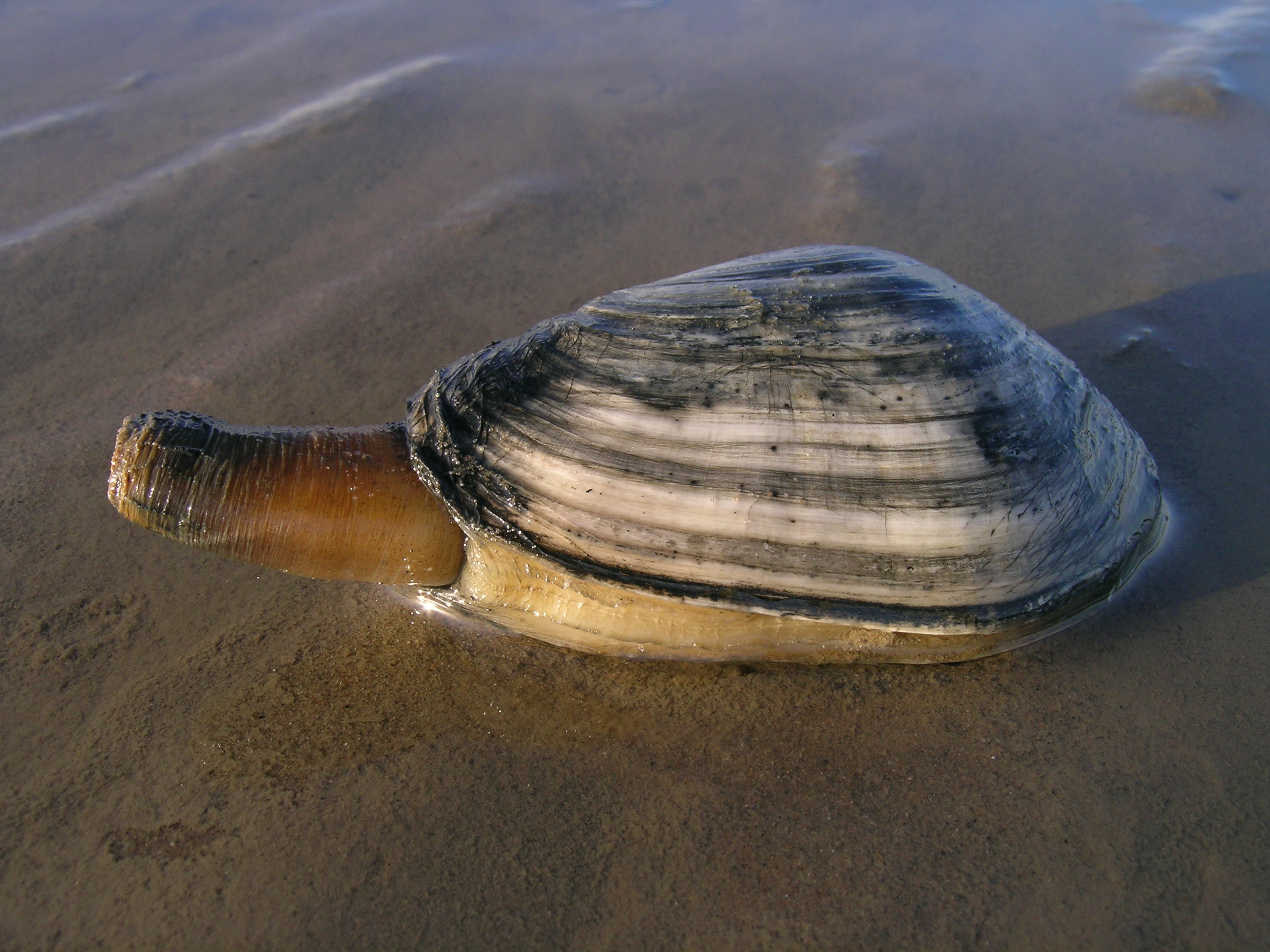

Die Sandklaffmuschel (Mya arenaria) ist wie ihre Schwesterart, die Abgestutzte Klaffmuschel (Mya truncata), eine Muschelart aus der Familie der Klaffmuscheln (Myidae) in der Ordnung der Myida.

## Merkmale
Das bei beiden Arten leicht ungleichklappige Gehäuse wird bei der Sandklaffmuschel bis zu 15 cm lang. Die rechte Klappe ist geringfügig größer und stärker gewölbt als die linke Klappe. Es ist im Umriss länglich-eiförmig mit einem breitgerundeten Vorderende, einem weitgerundeten Ventralrand und einem enggerundeten, bei der Abgestutzten Klaffmuschel fast gewinkelten Hinterende. Es ist „ungleichseitig“: Die Wirbel sitzen etwas vor der Mittellinie bezogen auf die Gehäuselänge. Das Ligament liegt extern und intern, hauptsächlich aber intern. In der linken Klappe sitzt es auf einem großen, löffelartigen Fortsatz (Ligamentlöffel, Chondrophor), dem in der rechten Klappe eine dreieckige Grube (Resilifer) direkt unter dem Wirbel entspricht. Der externe Teil ist klein und setzt am hinteren Teil des Chondrophors an. Das Schloss hat keine Zähne. Die Mantellinie ist tief eingebuchtet, die Bucht reicht bis unter die Wirbel.
Die weißliche Schale ist festschalig. Die Ornamentierung besteht aus randparallelen Linien und Wülsten mit einzelnen, feinen, radialen Linien. Der Gehäuseinnenrand ist glatt. Das Periostracum ist dünn und strohgelb gefärbt.
Rechte und linke Klappe des gleichen Tieres:

Rechte Klappe
Linke Klappe

## Geographische Verbreitung und Lebensraum

### Ursprüngliche Verbreitung
Die Sandklaffmuschel kam ursprünglich nur an der nordamerikanischen Atlantikküste von Labrador südwärts bis Kap Hatteras in North Carolina sowie im nördlichsten (Nordwest-Alaska) und im nordwestlichen Pazifik (Japan, Korea, Kurilen) vor.

### Heutige Verbreitung
Sie wurde wahrscheinlich schon im 13./14. Jahrhundert („1310 ± 70 nach Christus“) von den Wikingern aus Nordamerika eingeschleppt. In Europa ist sie heute vom nördlichen Norwegen und Island südwärts bis in die Biscaya verbreitet, außerdem in Ostsee und Schwarzem Meer. Des Weiteren wurde sie seit den 70er Jahren des 20. Jh. vereinzelt im Mittelmeer nachgewiesen. An der amerikanischen Pazifikküste wurde sie erstmals 1874 in der San Francisco Bay gefunden, wo sie vermutlich mit importierten Austern eingeschleppt wurde. In Folge wurde sie aktiv und passiv weiter verbreitet, so dass sie in der zweiten Hälfte des 20. Jh. bereits das südliche Alaska erreicht hatte.

## Lebensweise

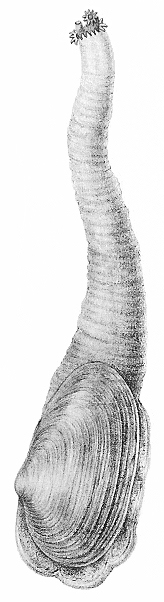
Sandklaffmuschel mit ausgestülptem Sipho. Aus Herklots, 1859

Die Sandklaffmuschel lebt bis über 30 Zentimeter tief eingegraben im Sand, oft viermal tiefer als die Schale lang ist. Der klaffende Spalt, das Hinterende zeigt nach oben. Durch den Spalt schiebt die Muschel ein langes röhrenartiges Organ heraus, den Sipho, der bis zur Bodenoberfläche reicht. Der Sipho enthält zwei separate Kanäle, einen für ein- und den anderen für ausströmendes Wasser. Der Wasserstrom bringt Sauerstoff und Nahrungspartikel in den Mantelraum zu den Kiemen. Dort werden die Partikel in Schleim verpackt und über Cilienbahnen der Mundöffnung zugeführt. Wird die Muschel gestört, dann zieht sie den mit Hautlichtsinneszellen ausgestatteten Sipho ruckartig zurück, spritzt gleichzeitig einen kräftigen Wasserstrahl heraus, so dass der Sand über dem bisherigen Kanal zusammenfällt. Die Muschel ist sehr standorttreu, einmal eingegraben, verändert sie nie mehr ihren Standort.

## Fortpflanzung und Entwicklung

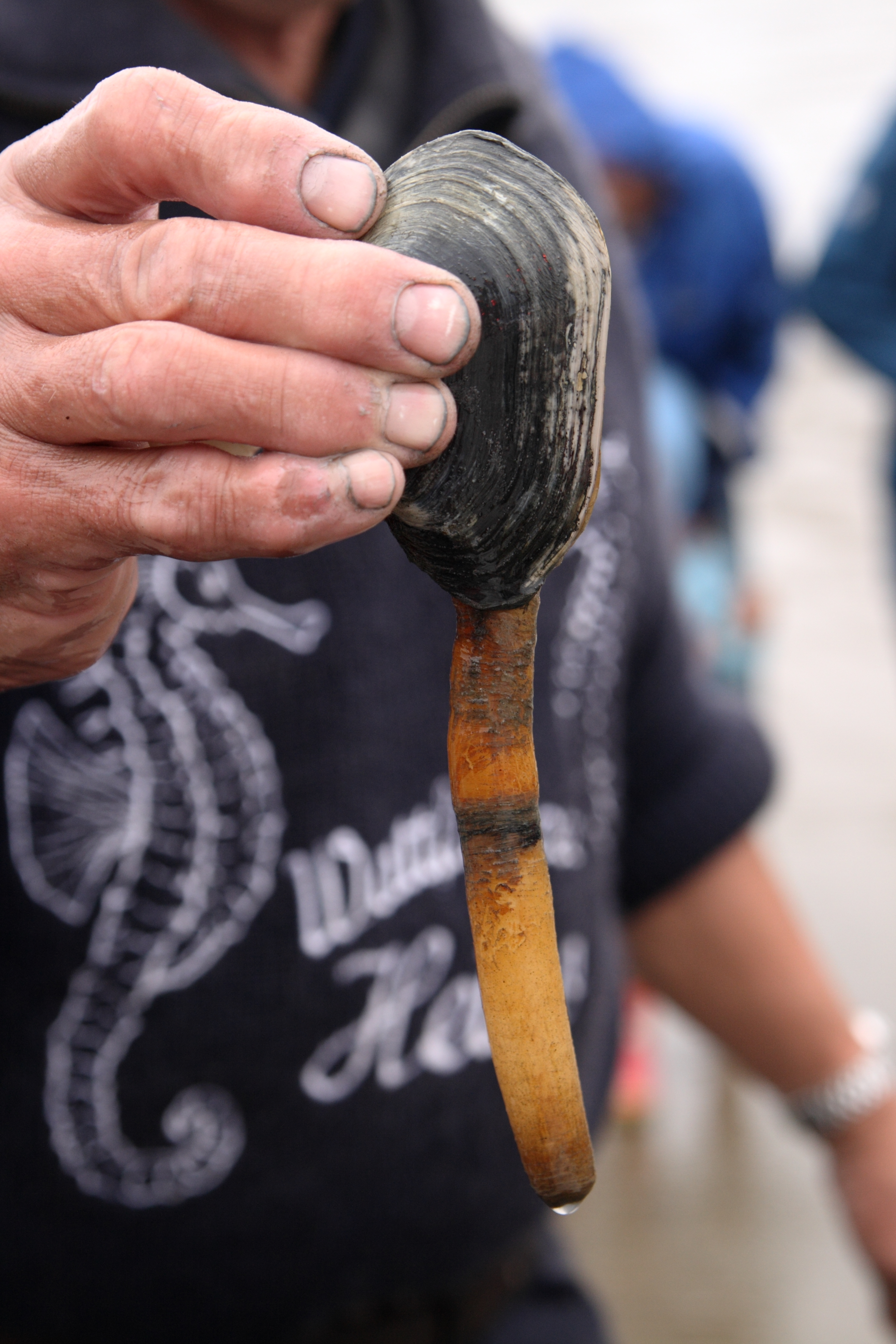
Sandklaffmuschel, gefunden bei Juist (verkehrt herum gehalten)

Im Frühjahr ist Fortpflanzungszeit. Auf ein bislang noch unbekanntes Signal, meist im Mai oder Juni, geben die Männchen und Weibchen gleichzeitig ihre Spermien und Eier ins Wasser ab. Ein Weibchen kann bis drei Millionen Eier produzieren. Aus dem befruchteten Ei entsteht eine Schwimmlarve, die etwa 2–4 Wochen durchs Wasser treibt, bevor sie sich auf dem Meeresboden niederlässt. Diese jungen Muscheln sind nur wenige Millimeter groß und eine beliebte Speise für Krebse, Fische und Vögel. Doch die Muschel wächst schnell und gräbt sich tief in den Boden; dort ist sie vor ihren Feinden sicher. Die Tiere werden möglicherweise bis 19 Jahre alt. 

## Herkunft des Namens
Da die Art so tief im sandigen Meeresboden sitzt, ist sie nicht mehr im üblichen Maße auf den Schutz durch ihre Schalen angewiesen. Diese Muscheln können es sich daher leisten, dass die Schalenklappen nicht mehr vollständig schließen: Sie „klaffen“ einen Spalt auseinander, wenn die Muschel mit ihrem mächtigen Sipho sich in ihr Gehäuse zurückzieht.

## Meeresfrucht
Die Sandklaffmuschel wurde in Europa nur in Notzeiten gegessen, gilt aber in den Vereinigten Staaten als Delikatesse (vgl. New England Clam Bake).

## Taxonomie
Das Taxon wurde bereits von Carl von Linné 1758 in der noch heute gültigen Form aufgestellt. Es ist die Typusart der (Unter-)Gattung Arenomya Linnaeus, 1758, die aber von MolluscaBase als Synonym von Mya gewertet wird.

## Belege

### Online
- Marine Bivalve Shells of the British Isles: Mya arenaria Linnaeus, 1758 (Website des National Museum Wales, Department of Natural Sciences, Cardiff)